# Campo di concentramento di Osthofen
Il campo di concentramento di Osthofen (in tedesco KZ Osthofen) fu uno tra i primi campi di concentramento nazisti in Germania, attivo dal marzo 1933 al luglio 1934 a Osthofen, città che appartiene al circondario di Alzey-Worms e alla Verbandsgemeinde Wonnegau nella Renania-Palatinato in Germania.

## Storia

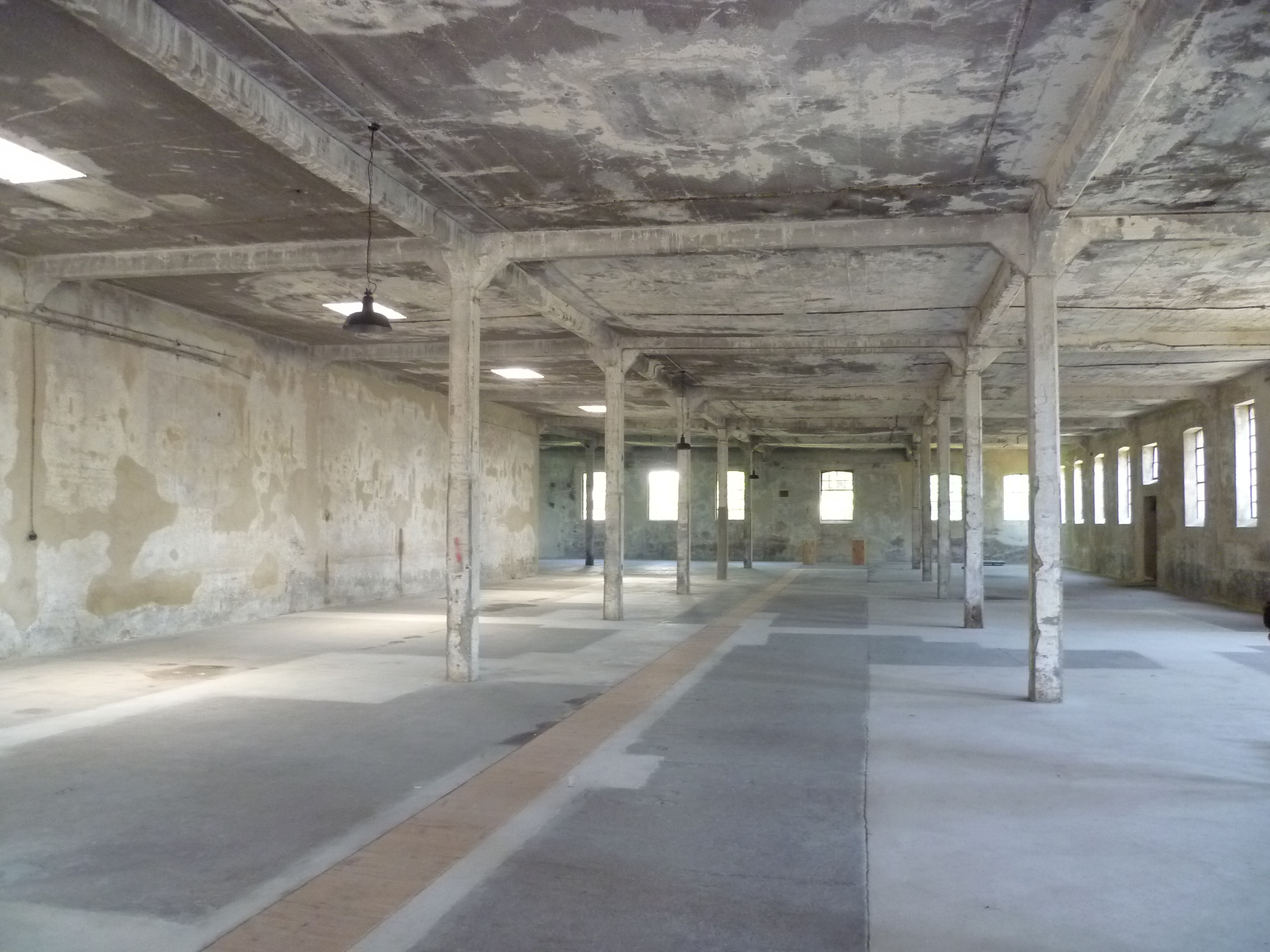
Ex dormitori del campo di concentramento di Osthofen divenuti parte del memoriale

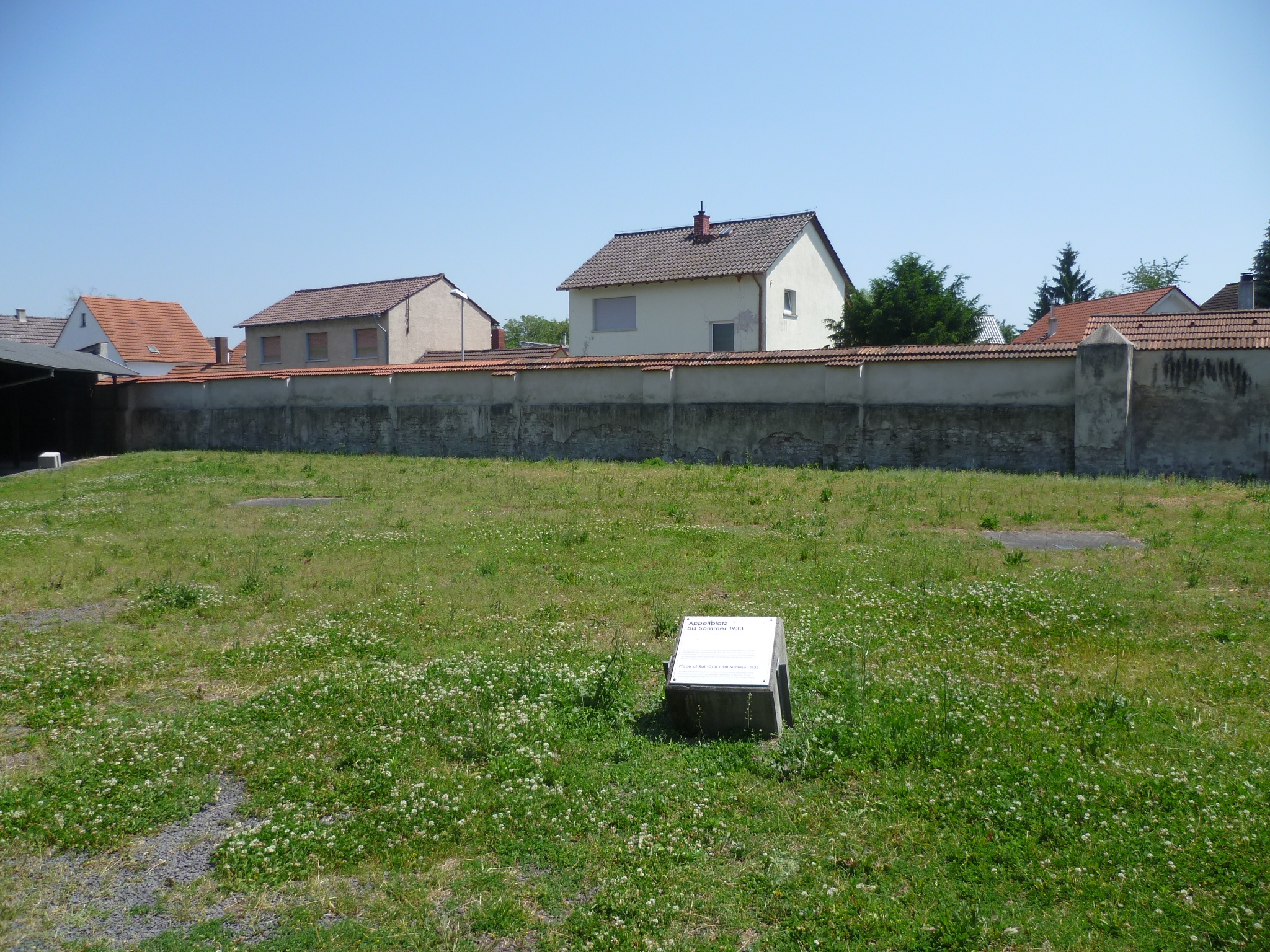
Piazzale dell'appello nel campo

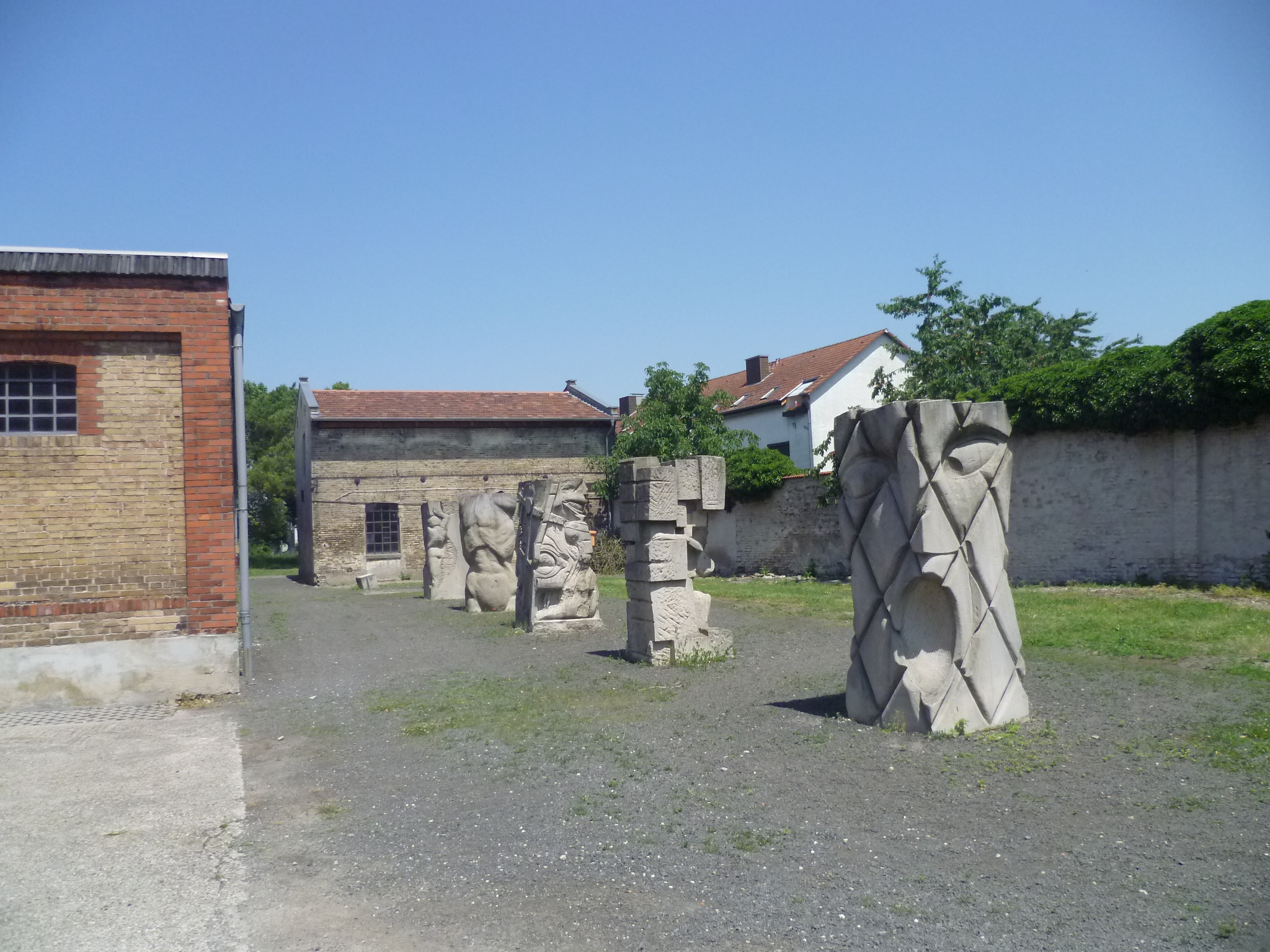
Sculture posizionate all'aperto nel campo

Il campo di concentramento venne istituito nella cittadina di Osthofen vicino a Worms. Fu aperto nel marzo 1933 e venne destinato a ospitare le persone che si trovavano sotto custodia della polizia principalmente per motivi politici. Questo campo fu uno dei campi di concentramento iniziali tedeschi durante il periodo nazista nel Reich. Storicamente la cosiddetta custodia protettiva (terminologia utilizzata per descrivere questo tipo di segregazione) fu uno strumento utilizzato dai nazionalsocialisti per imprigionare arbitrariamente gli oppositori politici nei primi tempi sulla base giuridica di un decreto successivo all'incendio del Reichstag del 27 febbraio 1933. Fu il commissario di Stato per la polizia dell'Assia, il nazionalsocialista Werner Best, che il 1° maggio 1933 ordinò la creazione di un campo di concentramento per l'allora Stato popolare d'Assia a Osthofen, vicino a Worms. Tuttavia quest'iniziativa era stata anticipata già all'inizio di marzo quando i nazisti locali avevano confiscato una cartiera vuota e l'avevano utilizzata per aprire il campo di concentramento.
L'iniziativa di Best aveva così certificato la creazione di uno dei primi campi di concentramento statali del Reich e la responsabilità della lotta contro gli oppositori del regime nazista fu affidata alla neonata polizia politica di Stato. A differenza di altri campi di concentramento, come quello di Dachau in Baviera, nel campo di concentramento di Osthofen non si registrarono morti. Da considerare che in quel periodo il numero di prigionieri sottoposti a custodia protettiva nello Stato popolare dell'Assia era relativamente basso rispetto ad altri Stati. Nell'autunno del 1933 Best fu deposto dall'incarico di presidente della polizia di stato e nel maggio del 1934 fu Heinrich Himmler, in qualità di capo formale dell'ufficio di polizia di stato dell'Assia, che incaricò il comandante del campo di concentramento di Dachau, Theodor Eicke, di assumere il controllo, riorganizzare e standardizzare il campo di concentramento esistente.
Nel luglio 1934 il campo di Osthofen venne chiuso e fu uno degli ultimi campi di concentramento iniziali ad essere sciolto. Molti ex prigionieri, nella speranza che la dittatura nazista durasse solo per poco tempo, si astennero dall'attività politica dopo il rilascio. Altri fuggirono in esilio o combatterono contro il regime fascista di Francisco Franco in Spagna. Per la maggior parte di loro, tuttavia, il periodo di terrore non finì con la scarcerazione perché vennero tenuti sotto sorveglianza dalla Gestapo, ripetutamente arrestati e interrogati. Alcuni finirono poi nei campi di concentramento di Dachau, Buchenwald, Mauthausen o nei campi dell'Emsland.
La custodia protettiva e la detenzione nel campo di concentramento di Osthofen venivano solitamente ordinate o decretate dagli uffici distrettuali competenti delle tre province di Rheinhessen, Oberhessen e Starkenburg. Sono stati identificati prigionieri provenienti da quasi tutte le città e municipalità dello Stato Popolare. La maggior parte dei prigionieri trasferiti a Osthofen era costituito da funzionari e membri della SPD, del KPD e sindacalisti. Tra loro c'erano anche Testimoni di Geova, sinti e molti ebrei. Durante i 17 mesi della sua esistenza i molti uomini e alcune donne vennero imprigionati nei capannoni spogli del campo in condizioni disumane per periodi di circa tre o quattro settimane. Nessuno di loro venne assassinato tuttavia nel campo veniva mantenuto un clima di terrore con maltrattamenti e umiliazioni costanti da parte delle guardie, che colpirono soprattutto i prigionieri ebrei.
Nel 1986 è stata fondata un'associazione per promuovere la creazione di un luogo di documentazione e di incontro nel sito storico del campo di concentramento di Osthofen. Dall'inizio degli anni novanta del XX secolo il memoriale è sotto la giurisdizione del Land Renania-Palatinato. Nel 1994 il Centro statale per l'educazione politica della Renania-Palatinato iniziò a raccogliere sistematicamente documenti, foto e testimonianze oculari e nel 2002 fondò infine un centro di documentazione nell'edificio del memoriale del campo di concentramento di Osthofen. Il fulcro del memoriale è divenuta una mostra permanente inaugurata nel 2004.

## Descrizione
Il memoriale del campo di concentramento di Osthofen si trova nella cittadina di Osthofen in Ziegelhüttenweg al numero 38. La cittadina appartiene al circondario di Alzey-Worms e alla Verbandsgemeinde Wonnegau nella Renania-Palatinato in Germania. La struttura iniziale del campo fu una cartiera vuota che i nazisti avevano confiscato all'inizio di marzo del 1933. Gli edifici si sono in parte mantenuti, gli spazi sono stati arricchiti anche con sculture e la funzione principale è divenuta quella di memoriale del campo di concentramento con una mostra permanente che illustra la storia dei campi di concentramento di Osthofen e Hinzert e approfondisce le tematiche relative alla persecuzione nazista e alla resistenza nella Renania-Palatinato prima della fine della seconda guerra mondiale.